# Social
« Sociaux » redirige ici. Pour l’article homophone, voir Socio.

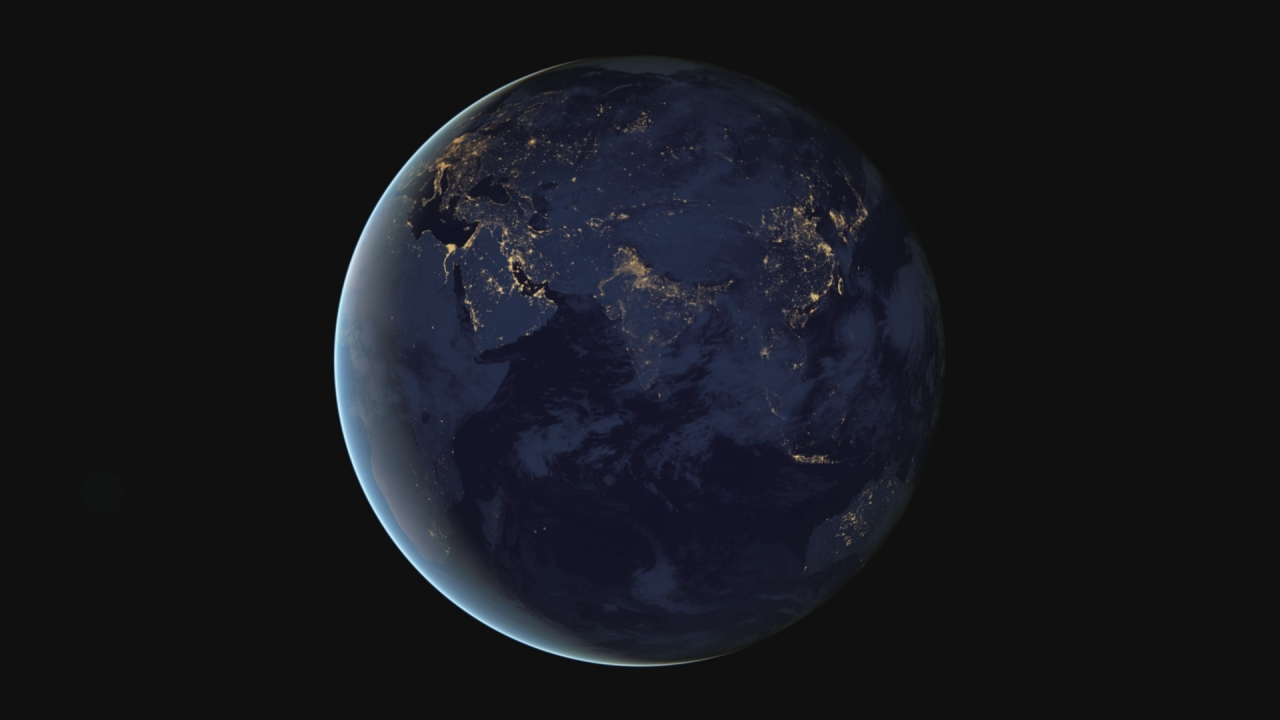
L'urbanisation est un phénomène d'ordre social.

Le social, dans une acception large, peut-être défini comme ce qui concerne les relations et la communication entre les êtres vivants. Bien que toutes les espèces interagissent avec leur environnement, certaines espèces animales (dont certaines espèces d'insectes) sont qualifiées d'espèces sociales. Il en va de même pour certaines espèces de végétaux dont les comportements sociaux font objet d'études.
Au sens commun, le terme « social » renvoie généralement à l'idée de solidarité, de sociabilité, et aux politiques sociales. Pour les sciences sociales, ce terme désigne la nature des phénomènes qu'elles étudient.

## En tant que concept sociologique clé
Les conceptualisations sociologiques de ce que représente le social sont apparues avec la nécessité de définir l'objet de recherche de la sociologie. Georg Simmel et Émile Durkheim furent les premiers sociologues à définir ce qu'est la sociologie en proposant une explication de nature sociale à certains types de phénomènes observables : les « phénomènes sociaux ». Selon Marc Sagnol, Simmel cherchait à expliquer les processus dynamiques qui font en sorte que des systèmes comme une « société » ou un « individu » puissent s'observer et présenter des régularités observables : il cherchait à expliquer comment ces systèmes ont pris forme et il s'intéressa donc aux interactions et aux actions réciproques. L'auteur ajoute qu' « avec cette définition nous sommes très proche du fait social, bien que le vocabulaire utilisé soit tout autre ».
Robert Castel précise que bien que le terme social ait davantage une connotation politique et un sens liée à la solidarité sociale, il fait aussi référence en sociologie aux interactions sociales qui peuvent être aussi positives que négatives, et tient à préciser que la notion de contrôle social tout particulièrement, permet d'observer la « force contraignante » de la régulation sociale qui agit sur le social : « Mais ce qui, pour la tradition sociologique classique, se lit ainsi en termes positifs comme autant d'efforts pour assurer un minimum de solidarité sociale peut aussi bien s'interpréter en termes négatifs si l'on met l'accent sur les coûts d'une telle stratégie. »

## Ontologie

### Typologie
Le dictionnaire de philosophie propose une séparation nette entre les concepts matérielles (le fait social, contrat social, pacte social, corps social, groupe social, classes sociales, inégalités sociales, mouvements sociaux,, lien social, réseaux sociaux) et immatériels (statut social, champ social, questions sociales, sciences sociales).

## Droit
En droit, le terme « social » fait référence aux relations. Tantôt il désigne ce qui se rapporte aux relations du travail (ex. : le droit social) , tantôt il désigne ce qui se rapporte aux relations entre associés d'une même société (ex. : le mandat social).

## Politiques publiques
- Si vous ne connaissez pas le sujet, laissez ce bandeau (vous pouvez alors contacter les auteurs).
- Si vous supprimez le contenu mis en cause (vous pouvez préalablement contacter les auteurs),

argumentez précisément cette suppression dans la page de discussion
(un manque de référence n'est pas un argument ; une recherche réelle de référence doit avoir été effectuée, être formellement documentée).
Selon le sommet de la Terre de Rio de Janeiro en 1992, le « social » est, aux côtés de l'environnement et de l'économie, l'un des trois piliers du développement durable. En effet, pour que le développement soit « durable », c'est-à-dire pour qu'il satisfasse les besoins du présent sans compromettre la capacité des générations futures de satisfaire les leurs, les dirigeants réunis à Rio ont considéré qu'il devait prendre en compte non seulement des objectifs de protection de l'environnement et de rentabilité économique, mais aussi, des objectifs sociaux. Dans son encyclique Laudato si' « sur la sauvegarde de la maison commune » (2015), le pape François insiste sur le fait que la crise actuelle n'est pas seulement écologique et économique, mais aussi qu'elle est sociale, et qu'elle affecte le plus durement les populations les moins favorisées de la planète.

## Critique du terme en philosophie
En philosophie, certains auteurs critiquent le terme : selon eux, il serait sans signification et ne servirait qu'à empêcher toute réflexion. Ainsi, l'économiste autrichien Friedrich Hayek écrit-il en 1957 dans ses Essais de philosophie, de science politique et d'économie, que « l'adjectif social est devenu un mot qui ôte à toutes les expressions tout sens clair ». Il critique en particulier la déresponsabilisation induite par l'utilisation à outrance du terme social, au détriment de la responsabilité des individus libres. Dans Droit, législation et liberté, il revient sur cette dénonciation du « social », en particulier à travers la critique de la « justice sociale ».
Selon Annette Disselkamp et Richard Sobel, la conception du social chez Hannah Arendt est limitée, en « affirmant qu'elle les prive de toute appréhension politique de la condition humaine ». Les auteurs soulignent que la philosophie et la sociologie demeurent des domaines différents, mais tiennent à préciser que la tendance à confondre le politique dans la conception du social est ancienne.